# 王治郅
王 治郅（おう じちつ、ワン・ジジー、1977年7月8日 - ）は、中国のバスケットボール選手で元NBAの選手。彼は 213 センチメートル (7'0") で、彼の父親は 196 センチメートル、母親は 186 センチメートルで両親はバスケットボール選手だった。結婚して子供が1人いる。中国では彼は "Da Zhi" （大郅） または "Big Zhi" と呼ばれていた。NBA でのニックネームは "Dodger" である。

## 中国における活躍
1994年に中国軍のクラブチームに加入して、その時（中国ではよくあることだが）1977年生まれから1979年生まれに変更した。1995年に中国プロバスケットボールリーグがスタートしたときに彼はリーグの最も若い選手の1人となったが、すぐに八一ロケッツの先発選手となった。1995年から2001年に彼がNBA入りするまでの間、八一ロケッツは毎年優勝した。八一の栄光は上海シャークスへ姚明が加入したことと、王治郅が NBA 入りしてチームを去ったことで終わりを告げた。

## 国際舞台での活躍
- 1995のバスケットボール世界選手権ジュニア大会（19歳以下の大会）でチームを率いて1試合平均、22.3得点、11.1リバウンド、フィールドゴール成功率60%、フリースロー成功率86%をマークして、中国は4勝4敗の9位となった。またこの大会のブロックショットのトップにもなった。そして彼はオール・トーナメントチームに名を連ねた。
- 1996年、彼はナイキ・フープサミットでアメリカの高校生代表と対戦するための世界選抜にアジア人として初めて選ばれた。彼は先発して6得点、6リバウンドを記録した。そしてジョージタウン大学のジョン・トンプソンから奨学金の申し出も受けた。
- 1996年のアトランタオリンピックに出場、平均11.1得点、5.6リバウンドで中国の8位に貢献した。
- 1997年のアジア選手権では、高熱を出し、準決勝で韓国に敗れて、1998年の世界選手権出場を中国は逃した。
- 1998年、中国はバンコクアジア大会で優勝した。
- 1999年のアジア選手権で優勝。そして中国は2000年のシドニーオリンピックに出場を決め、彼は1試合平均13.5得点、5.0リバウンド、1.3ブロック、フィールドゴール成功率54%、フリースロー成功率90%をマークして中国を10位に導いた。

## 中国からの最初のNBA選手
- 1999年の夏、ドラフト2巡目全体36番目でダラス・マーベリックスに指名された。しかし彼はすぐにNBA入りすることを中国から認められず、長い交渉の末に、ドラフトされてから2年後にようやくマーベリックス入りを果たした。
- 中国リーグで優勝後、ダラスについた時、レギュラーシーズンは10試合未満しか残っていなかった。しかし、彼は1試合平均7.6分の出場で4.8得点、1.4リバウンドをマーク、プレイオフにも出場した。
- マーベリックスがプレイオフで敗退して2日後、彼は中国チームとマーベリックスの合意に基づいて、東アジアのゲームに出場するために急いで中国に帰った。同じ夏、彼は2つのトーナメントにも出場、1つはアジアチャンピオンシップ、もう1つはユニバーシアードだった。
- けれども、彼にはアメリカに戻る前に1つの義務があった。11月の大会に出場するために中国に留まるように言われていた。彼は姚明の上海を決勝で1点差で退けた後、他の選手たちがすでに2ヶ月はチームシステムに馴染んでいたところにもどり、巻き返しを図り、2002年のプレイオフのメンバーにも加わった。

## 中国との契約上のトラブル
2001-02シーズン終了後、アメリカのサマーリーグに出場するため､マーベリックスと中国の間で話がついていたが、彼は中国に帰らなかった。彼は代理人を解雇して友人のすすめに従いチームにも中国にも内緒でカリフォルニアに移動した。カリフォルニアに滞在中、彼のところに直ちに中国に戻るように2通の手紙がファックスされてきたがそれを無視した。中国からは2人の軍当局者がアメリカに派遣されたが、彼はゴールデンステート・ウォリアーズのサマーリーグに出場、1試合平均7.6分出場で4.8得点、1.4リバウンドを記録した。彼は記者会見で自分と中国の間は母と子のようなものだと強調したが理解されることはなかった。そして中国代表の練習に帰国しなかったため、代表チームから外された。
彼は2001年にダラス・マーベリックスと契約した後、ロサンゼルス・クリッパーズ 、マイアミ・ヒートでプレイした。213cmの彼はNBAでは長距離砲のシューターとして知られていたが、中国リーグではスラムダンクチャンピオンになったこともあった。彼の出場時間はNBAでは限られたものでシーズン1試合平均得点が10.9得点を超えることはなく。2005年シーズン末にフリーエージェントとなった。その年、彼はNBAでも中国でもプレイすることはなかった。彼はNBAの5シーズンで1試合平均4.4得点、9.9分出場だった。

## 中国代表への復帰
- 2006年4月10日、4年ぶりに代表チームに復帰することになり彼は過去の過ちについて謝罪した。そして世界選手権及びその後の北京オリンピックでプレイしたいことも発言した[2][3]。そして、4月30日、彼は代表チームに復帰した。
- 同年日本で行なわれるバスケットボール世界選手権で彼は負傷の完治していない姚明が十分にプレイできない場合のためのバックアップとして招集された。7月下旬のフランスとの親善試合で靭帯を負傷するまで8試合に出場、1試合平均23得点を記録した。その後彼は復帰して世界選手権での中国の可能性を見せようとプレイした。

## 個人成績

### NBA

#### レギュラーシーズン
| シーズン | チーム | GP  | GS | MPG  | FG%  | 3P%  | FT%   | RPG | APG | SPG | BPG | PPG |
| -------- | ------ | --- | -- | ---- | ---- | ---- | ----- | --- | --- | --- | --- | --- |
| 2000–01  | DAL    | 5   | 0  | 7.6  | .421 | .000 | .800  | 1.4 | .0  | .0  | .0  | 4.8 |
| 2001–02  | DAL    | 55  | 0  | 10.9 | .440 | .414 | .737  | 2.0 | .4  | .2  | .2  | 5.6 |
| 2002–03  | LAC    | 41  | 1  | 10.0 | .383 | .348 | .724  | 1.9 | .2  | .2  | .2  | 4.4 |
| 2003–04  | LAC    | 2   | 0  | 4.5  | .000 | ---  | 1.000 | 2.0 | .0  | .0  | .5  | 2.0 |
| 2003–04  | MIA    | 16  | 0  | 7.1  | .370 | .286 | .900  | 1.1 | .1  | .2  | .3  | 3.0 |
| 2004–05  | MIA    | 20  | 0  | 4.6  | .472 | .667 | .583  | .9  | .3  | .2  | .1  | 2.2 |
| 通算     | 通算   | 137 | 1  | 9.2  | .417 | .385 | .735  | 1.7 | .3  | .2  | .3  | 4.4 |

#### プレーオフ
| シーズン | チーム | GP | GS | MPG | FG%  | 3P%  | FT%   | RPG | APG | SPG | BPG | PPG |
| -------- | ------ | -- | -- | --- | ---- | ---- | ----- | --- | --- | --- | --- | --- |
| 2001     | DAL    | 5  | 0  | 4.6 | .375 | .500 | 1.000 | .4  | .2  | .2  | .2  | 2.0 |
| 2002     | DAL    | 8  | 0  | 5.5 | .438 | .500 | .500  | 1.0 | .4  | .0  | .1  | 2.5 |
| 2004     | MIA    | 3  | 0  | 2.3 | ---  | ---  | ---   | .0  | .3  | .0  | .0  | .0  |
| 通算     | 通算   | 16 | 0  | 4.6 | .417 | .500 | .667  | .7  | .3  | .2  | .1  | 1.9 |